# PHP-Fusion
PHP-Fusion (dále také PHPF) je redakční systém naprogramovaný v jazyce PHP, spolupracující s MySQL databází. Stránky generované systémem jsou vytvářeny dynamicky, přesně podle potřeb uživatele. Celý systém zabírá velikostně kolem 5 MB a to včetně editoru TinyMCE. Dále je systém velmi efektivní, neboť generování stránky je rychlé.
Systém byl založen tělesně postiženým vývojářem Nickem Jonesem (také Digitanium). Nick Jones zemřel 4. ledna 2011 ve věku 37 let.
Za systémem PHP-Fusion stojí široká komunita uživatelů z celého světa, včetně České republiky. I díky tomu je Php-Fusion neustále ve vývoji. PHPF je v současné době možné stáhnout ve verzi php-fusion-9.0 – Stable.
Díky oblibě tohoto redakčního systému existuje několik oficiálních podpor. V České republice se podporou zabývá nový portál – https://www.phpfusion.cz Archivováno 12. 7. 2020 na Wayback Machine. Je to oficiální česká podporou systému. Zabývá se částečně starou verzí php-fusion-7xx, ale především vylepšenou verzí php-fusion-9xx. PHPF má rozšíření, která se obecně nazývají infusions a lze je snadno instalovat tak, že se přes FTP nahrají do patřičné složky a poté přes webové rozhraní nainstalují. Dále jsou k dispozici i takzvané panely, které se nemusí instalovat, ale rovnou se vloží jako nový panel a to opět přes webové rozhraní. Módy neboli Modifikace jsou vylepšení PHPF, kdy se upravují (modifikují) systémové soubory. Přidávají nové funkce, nebo různá vylepšení na které vývojáři zapomněli. Všechny tyto rozšíření se sdružují na webech zaměřených k tomuto účelu.

## Instalace
Celková instalace celého systému je poměrně jednoduchá a díky malé velikosti i rychlá. Stačí si z Oficiální podpory Archivováno 12. 7. 2020 na Wayback Machine. stáhnout celý kompletní balíček včetně České lokalizace a postupovat podle podrobného návodu.

## Historie verzí
PHP-Fusion 1
- php-fusion-3 29.3.2004
- php-fusion-133

PHP-Fusion 3
- php-fusion-304
- php-fusion-305

PHP-Fusion 4
- php-fusion-400
- php-fusion-401

PHP-Fusion 5
- php-fusion-500
- php-fusion-501

PHP-Fusion 6
- php-fusion-6.00.106
- php-fusion-6.00.107
- php-fusion-6.00.108
- php-fusion-6.00.110
- php-fusion-6.00.203
- php-fusion-6.00.204
- php-fusion-6.00.205
- php-fusion-6.00.300
- php-fusion-6.00.301
- php-fusion-6.00.302
- php-fusion-6.00.303
- php-fusion-6.00.304
- php-fusion-6.00.305
- php-fusion-6.00.306
- php-fusion-6.00.307
- php-fusion-6.01.11
- php-fusion-6.01.12
- php-fusion-6.01.13
- php-fusion-6.01.14
- php-fusion-6.01.15
- php-fusion-6.01.16
- php-fusion-6.01.17
- php-fusion-6.01.18
- php-fusion-6.01.19
- php-fusion-6.01.1
- php-fusion-6.01.2
- php-fusion-6.01.3
- php-fusion-6.01.4
- php-fusion-6.01.5
- php-fusion-6.01.6
- php-fusion-6.01.7
- php-fusion-6.01.8
- php-fusion-6.01.9

PHP-Fusion 7
- php-fusion-7.00.00
- php-fusion-7.00.1
- php-fusion-7.00.2
- php-fusion-7.00.3
- php-fusion-7.00.4
- php-fusion-7.00.5
- php-fusion-7.00.6
- php-fusion-7.00.7
- php-Fusion-7.01.00
- php-Fusion-7.01.01
- php-Fusion-7.01.02
- php-Fusion-7.01.03
- php-Fusion-7.01.04
- php-Fusion-7.01.05
- php-Fusion-7.01.06
- php-fusion-7.02.00
- php-Fusion-7.02.01
- php-Fusion-7.02.02
- php-Fusion-7.02.03
- php-Fusion-7.02.04
- php-Fusion-7.02.05

PHP-Fusion 9
- php-Fusion-9.0 – Stable

### České
- Česká Oficiální podpora Archivováno 12. 7. 2020 na Wayback Machine.

### Zahraniční
- Hlavní Oficiální podpora PHP-Fusion